# Тамбов (футбольний клуб)
«Тамбов» — російський футбольний клуб з однойменного міста. Заснований в 2013 році. З 2016 року виступав в ФНЛ, а 2019 року вперше вийшов до Прем'єр-ліги. Розформований в 2021 році.

## Історія клубу
Клуб було створено 2013 року і включено до першості ПФЛ, третього за рівнем дивізіону країни. Для вирішення завдання виходу до Першості ФНЛ був запрошений Сергій Передня з тренерського штабу «Томі». Свій перший домашній матч клуб провів 22 липня 2013 року зі столичним клубом «Спартак-2», підсумок матчу 2:1 на користь господарів поля, два м'ячі забив Ілля Спіцин. Загалом дебюний сезон «Тамбов» закінчив на 12 місці з 16.
Наступний сезон виявився набагато вдалішим — «Тамбов» завершив 2014 рік на 3 місці, здобувши 12 перемог, 7 разів зігравши внічию і лише одного разу програвши.Навесні боротьба продовжилася, команда продовжувала справно набирати очки, але вище стрибнути все-таки не змогла. Однак підсумкове третє місце за підсумками сезону 2014/15 років все одно стало переможним. Бронзові медалі зони «Центр» стали найвищим досягненням тамбовського футболу за всю його історію. Крім того «Тамбов» став найрезультативнішою командою в зоні «Центр» того сезону з 71 забитим м'ячем.
Перед початком наступного сезону 2015/16 клуб очолив Валерій Єсипов. «Тамбов» достроково переміг у турнірі зони «Центр» ПФЛ і завоював право брати участь у сезоні 2016/17 в першості ФНЛ, вперше у своїй історії.
2 червня 2016 року було прийнято рішення про участь клубу в Першості ФНЛ і призначення незабаром Георгія Ярцева генеральним директором клубу. У вересні головним тренером став Андрій Талалаєв. Сезон 2016/17 «Тамбов» закінчив на 5 місці, здобувши 15 перемог, 12 раз зігравши внічию і набравши 57 очок.
В останньому турі команда боролася зі СКА-Хабаровськ через стикові матчі, але зігравши внічию втратила можливість виступати в них.
Втім вже наступного сезону «Тамбов» зайняв 4 місце, і потрапив в стикові матчі за вихід в РФПЛ, але програв обидва матчі пермському «Амкару».
Перед сезоном 2018/19 Талалаєв покинув пост головного тренера. Новим тренером був призначений Мурат Іскаков, а 22 квітня 2019 року клуб призначив новим головним тренером Олександра Григоряна. Незважаючи на таку зміну тренерів «Тамбов» у тому розіграші вперше в історії вийшов у РПЛ.

## Головні тренери
| 2013      | Сергій Первушин    |
| 2013—2015 | Сергій Передня     |
| 2015—2016 | Валерій Єсипов     |
| 2016—2018 | Андрій Талалаєв    |
| 2018      | Мурат Іскаков      |
| 2018      | Тимур Шипшев       |
| 2019      | Мурат Іскаков      |
| 2019—2021 | Олександр Григорян |

## Відомі гравці
| Гравець         | Роки виступів |
| --------------- | ------------- |
| Валерій Чуперка | 2018—         |
| Вагіз Галіулін  | 2018—         |
| Сергій Шевчук   | 2016—2018     |
| Младен Кашчелан | 2017—         |

## Статистика

### Виступи в чемпіонатах Росії
| Сезон   | Турнір                      | Місце   | В  | Н  | П  | Голи  | Очки | Бомбардир                                     | Кубок |
| ------- | --------------------------- | ------- | -- | -- | -- | ----- | ---- | --------------------------------------------- | ----- |
| 2013/14 | Першість ПФЛ (зона «Центр») | 12 з 16 | 8  | 7  | 15 | 38-44 | 31   | М. Тиняний (11)                               | 1/256 |
| 2014/15 | Першість ПФЛ (зона «Центр») | 3 з 16  | 19 | 8  | 3  | 71-26 | 65   | Н. Андрєєв (13)                               | 1/64  |
| 2015/16 | Першість ПФЛ (зона «Центр») | 1 из 14 | 15 | 9  | 2  | 41-19 | 54   | Р. Григорян (8)                               | 1/16  |
| 2016/17 | Першість ФНЛ                | 5 з 20  | 15 | 12 | 11 | 42-34 | 57   | С. Шевчук (8)                                 | 1/16  |
| 2017/18 | Першість ФНЛ                | 4 з 20  | 20 | 8  | 10 | 57-36 | 68   | А. Часовських (10)                            | 1/8   |
| 2018/19 | Першість ФНЛ                | 2 з 20  | 21 | 10 | 7  | 55—35 | 73   | Х. Аппаєв (8) С. Себаї (8)                    | 1/16  |
| 2019/20 | РПЛ                         | 14 з 16 | 9  | 4  | 17 | 37—41 | 31   | М. Костюков (7) Г. Мелкадзе (7) В. Обухов (7) | 1/16  |
| 2020/21 | РПЛ                         | 16 з 16 | 3  | 4  | 23 | 19—65 | 13   | Г. Онугха (4)                                 | 1/8   |

### Виступи у кубку
| Сезон     | Дата            | Раунд   | Рахунок             | Суперник                |
| --------- | --------------- | ------- | ------------------- | ----------------------- |
| 2013/2014 | 11 липня 2013   | 1/256   | 0:3                 | Зірка (Рязань)          |
| 2014/2015 | 8 липня 2014    | 1/256   | 2:2 д. ч., пен. 4:1 | Сатурн (Раменське)      |
| 2014/2015 | 29 липня 2014   | 1/128   | 2:0                 | Зеніт (Пенза)           |
| 2014/2015 | 12 серпня 2014  | 1/64    | 0:2                 | Металург (Липецьк)      |
| 2015/2016 | 16 липня 2015   | 1/256   | 2:0                 | Зеніт (Пенза)           |
| 2015/2016 | 24 липня 2015   | 1/128   | 2:0                 | Рязань                  |
| 2015/2016 | 07 серпня 2015  | 1/64    | 3:1                 | Локомотив (Ліски)       |
| 2015/2016 | 26 серпня 2015  | 1/32    | 1:0                 | Арсенал (Тула)          |
| 2015/2016 | 23 вересня 2015 | 1/16    | 2:3                 | Крила Рад (Самара)      |
| 2016/2017 | 24 серпня 2016  | 1/32    | 3:1                 | Калуга                  |
| 2016/2017 | 22 вересня 2016 | 1/16    | 0:5                 | Зеніт (Санкт-Петербург) |
| 2017/2018 | 23 серпня 2017  | 1/32    | 1:0                 | Енергомаш (Бєлгород)    |
| 2017/2018 | 20 вересня 2017 | 1/16    | 1:0                 | Арсенал (Тула)          |
| 2017/2018 | 25 жовтня 2017  | 1/8     | 0:2                 | Авангард (Курськ)       |
| 2018/2019 | 22 серпня 2018  | 1/32    | 4:4 д. ч., пен. 4:2 | Калуга                  |
| 2018/2019 | 27 вересня 2018 | 1/16    | 1:2 д. ч.           | Крила Рад (Самара)      |
| 2019/2020 | 25 вересня 2019 | 1/16    | 0:4                 | Томь (Томськ)           |
| 2020/2021 | 16 вересня 2020 | Гр.етап | 2:1                 | Машук-КМВ               |
| 2020/2021 | 21 жовтня 2020  | Гр.етап | 2:0                 | Динамо (Брянськ)        |
| 2020/2021 | 21 лютого 2021  | 1/8     | 0:3                 | Локомотив (Москва)      |